# Estação de Magenta
A Estação de Magenta (chamada Gare du Nord - Magenta nos planos oficiais do RER E) é uma estação ferroviária francesa da linha E (Éole) da Rede Expressa Regional da Ilha de França; ela está localizada a leste da Gare du Nord no 10.º arrondissement de Paris. Na origem do projeto, esta estação deveria ter sido denominada Gare Nord-Est (em conexão com a possível ligação entre as Gares du Nord e de l'Est).

## Situação ferroviária
A estação está localizada no trecho subterrâneo da linha E do RER, imediatamente a leste da Estação de Paris-Nord. Ela segue a Estação de Haussmann - Saint-Lazare (no 9.º arrondissement) e precede a Estação Rosa-Parks (no 19.º arrondissement).

## História
A estação, que deveria se chamar Gare Nord-Est, foi inaugurada pelo Primeiro-Ministro Lionel Jospin na segunda-feira, 12 de julho de 1999, antes da abertura ao público da linha E do RER, ocorrida na quarta-feira, 14 de julho de 1999.
Seu nome vem de sua proximidade com o boulevard de Magenta em homenagem à vitória conquistada pelos piemonteses no reino do Piemonte-Sardenha, e pelo exército francês na Itália, comandado pelo general de Mac Mahon e Napoleão III, contra os austríacos comandados por Guylay em 4 de junho de 1859 perto de Magenta, na Itália.
Em 2019, a SNCF estimou a frequência anual da estação em 43 milhões de passageiros.

## Informações Técnicas
A estação foi construída com 30 m de profundidade, sob as fundações do antigo quadro existente. Grande, espaçoso, com um teto muito alto, estação Magenta é uma mudança completa das estações de trem e estações de metrô habituais. Seus corredores superiores de acesso são uma mistura de concreto bruto polido e madeira exótica. O edifício tem nove níveis de subsolo e um rés do chão. O nono nível é usado pela SNCF.
Os vastos volumes da estação, bem como a ventilação do túnel, exigiram a criação de poços de ventilação dentro do bloco de edifícios construídos na superfície: assim no nº 174, rue du Faubourg-Saint-Denis se situa um falso imóvel, a fachada com janelas em trompe-l'oeil escondendo um duto de ventilação da estação subterrânea. Na mesma rua, o nº 162 bis, na esquina da rue La Fayette, esconde um grande duto de ventilação que surge atrás do imóvel construído na rua.

## As vias
A Estação de Magenta tem quatro faixas com os números 51, 52, 53 e 54.
Fora do horário de pico, a via 51 é usada pelos trens em direção a Chelles - Gournay e Villiers-sur-Marne, a via 53 é utilizada pelos trens em direção a Tournan, enquanto que as vias 52 e 54 são utilizadas pelos trens em direção a Haussmann - Saint-Lazare.
Durante o horário de pico, a via 51 é utilizada apenas pelos trens em direção a Chelles - Gournay, a via 53 é utilizada pelos trens em direção a Villiers-sur-Marne e Tournan, enquanto que as vias 52 e 54 são utilizadas pelos trens em direção a Haussmann - Saint Lazare.

## Serviço
A estação de Magenta é servida a uma razão (por direção) de 10 trens por hora fora dos horários de pico, de 14 a 16 trens por hora durante os horários de pico e 8 trens por hora à noite. Ele atua como o terminal de certos trens nos horários de pico.

## Projeto de ampliação do corredor de conexão
É previsto a extensão do corredor de correspondência de Château-Landon para ligar a Gare du Nord, a estação de Magenta e a Gare de l'Est. Enquanto isso, é possível chegar à Gare de l'Est depois de Magenta via a rue d'Alsace.

## Acessos
A estação Magenta está diretamente em correspondência com a Gare du Nord, duas das três saídas que levam a esta estação. A terceira saída está localizada no 5-7 da rue de l'Aqueduc, em frente à rue d'Alsace que é o principal itinerário de pedestres entre a Gare de l'Est e a Gare du Nord.

## Galeria de fotografias

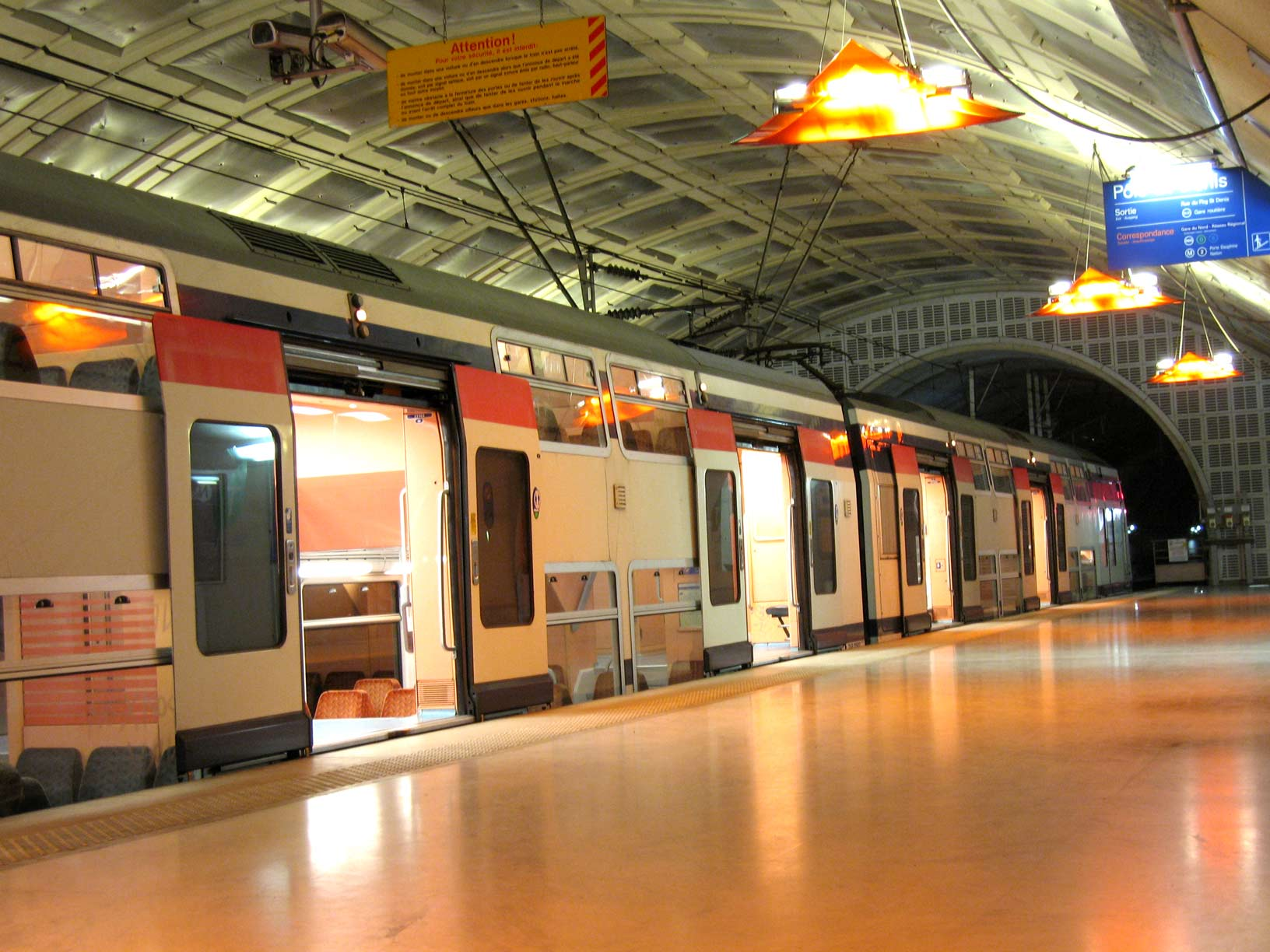
Um MI2N Éole na via 52.
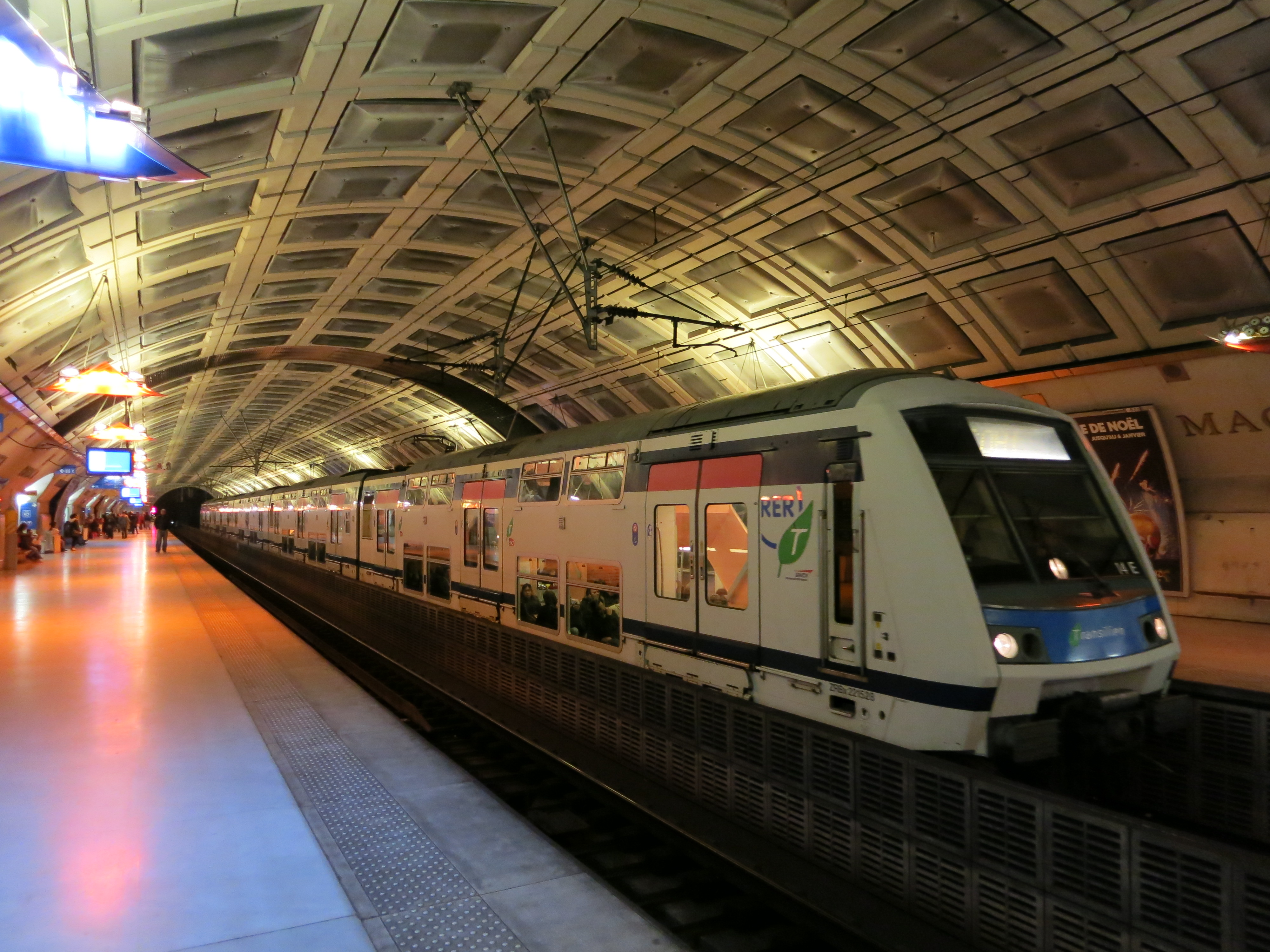
Trem Z 22500 na plataforma.
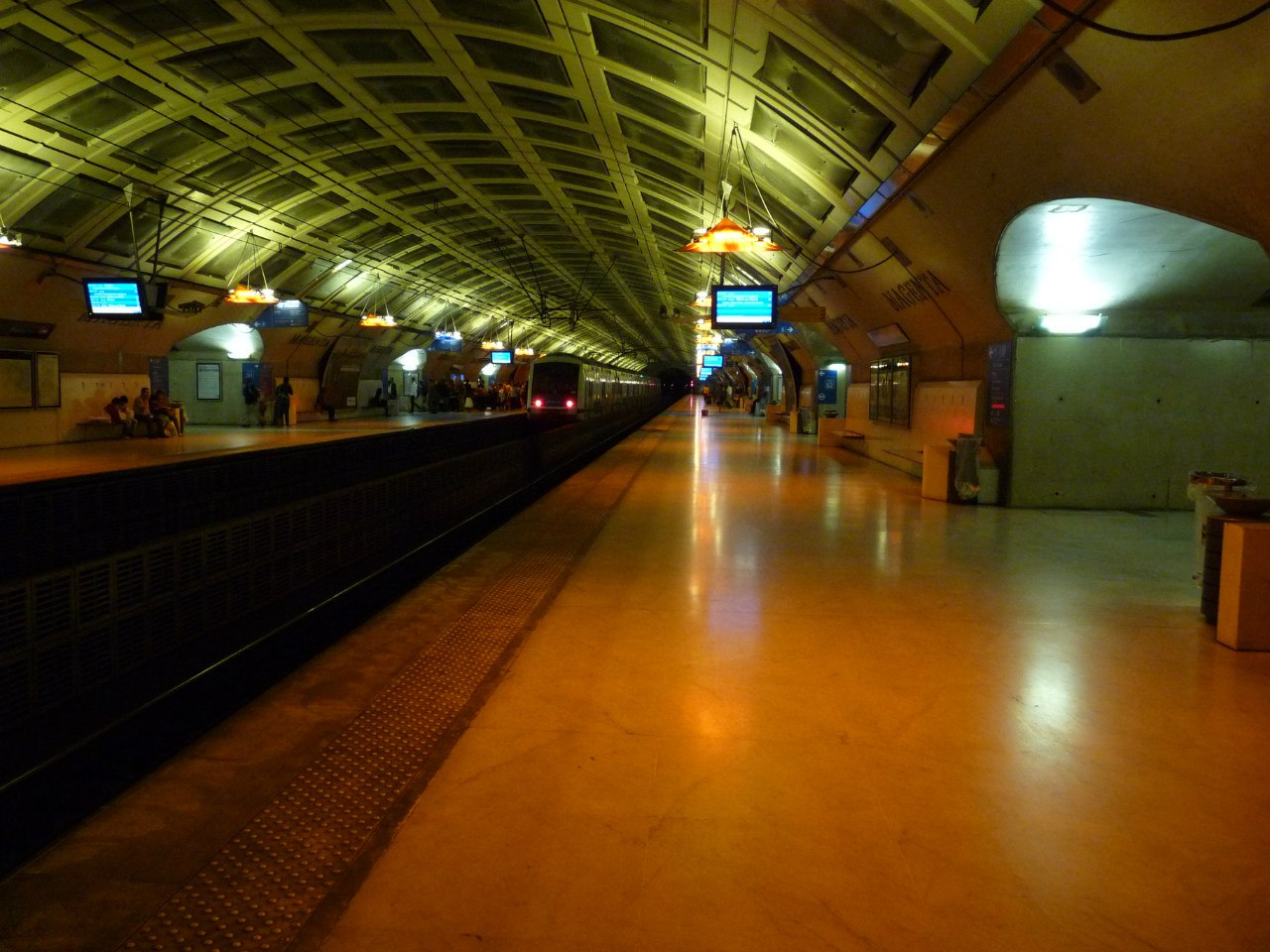
Visão geral da estação.